# Cyclodictyon immersum
Cyclodictyon immersum là một loài rêu trong họ Pilotrichaceae. Loài này được Broth. & P. de la Varde mô tả khoa học đầu tiên năm 1925.